# Mikroregion Náměšťsko
Sdružení obcí mikroregion Náměšťsko sdružuje obce ve východní části okresu Třebíč. Mikroregion se nachází v národopisném regionu Podhorácko.
V mikroregionu leží několik kulturních a přírodních památek a zajímavostí, např. rozhledna Babylon, zámek v Náměšti nad Oslavou s rozsáhlou oborou, lovecký zámeček Vlčí kopec, Dalešická přehrada s Hartvíkovickou pláží, národní přírodní rezervace Mohelenská hadcová step, .
V mikroregionu jsou umístěna významná energetická díla Jaderná elektrárna Dukovany a Vodní elektrárna Dalešice, také se zde nachází vojenské letiště Náměšť nad Oslavou.

## Obce sdružené v Mikroregionu
- Čikov
- Hartvíkovice
- Kladeruby nad Oslavou
- Kozlany
- Kramolín
- Lhánice
- Mohelno (městys)
- Naloučany
- Náměšť nad Oslavou, Jedov, Otradice a Zňátky (město)
- Ocmanice
- Okarec
- Popůvky
- Sedlec
- Studenec
- Vícenice u Náměště nad Oslavou